# عرض دلالي للنظريات
إن العرض الدلالي للنظريات هي موقف في فلسفة العلوم يرى أن النظرية العلمية يمكن تحديدها بمجموعة من النماذج. وقد اقترح باتريك سوبس الموقف في الأصل في "مقارنة بين معنى واستخدامات النماذج في الرياضيات والعلوم التجريبية" كرد فعل ضد النظرة السائدة للنظريات الشائعة بين الوضعيين المنطقيين. تقترح العديد من أشكال النظرة الدلالية تحديد النظريات بفئة من النماذج النظرية للمجموعات بالمعنى الذي وضعه تارسكي، بينما تحدد أشكال أخرى النماذج باللغة الرياضية التي يحددها المجال الذي تكون النظرية عضوًا فيه.